# Watronville
Watronville é uma comuna francesa na região administrativa de Grande Leste, no departamento de Meuse. Estende-se por uma área de 6,39 km². Em 2010 a comuna tinha 103 habitantes (densidade: 16,1 hab./km²).